# Sinoflustra amoyensis
Sinoflustra amoyensis is een mosdiertjessoort uit de familie van de Sinoflustridae. De wetenschappelijke naam van de soort is, als Membranipora amoyensis, voor het eerst geldig gepubliceerd in 1921 door Robertson.